# Philippe Contamine
Philippe Contamine (n. 7 mai 1932, Metz, Franța – d. 26 ianuarie 2022, Paris, Métropole du Grand Paris, Franța) a fost un istoric medievist francez, specializat în istorie militară și istoria nobilimii de la finele Evului Mediu.
A fost profesor de istorie medievală la Universitatea din Nancy II, la Universitatea Paris-Nanterre (Nanterre), apoi la Universitatea Paris IV (Sorbona) până în anul 2000.
În 1990 a fost ales în cadrul Académie des inscriptions et belles-lettres în poziția ocupată cândva de Paul Lemerle.

## Opere
- Guerre, État et société à la fin du Moyen Âge. Études sur les armées des rois de France, 1337-1494 (teza de doctorat), 1972.
- La Guerre au Moyen Âge, Paris, Presses universitaires de France, 1980.
- La France et l'Angleterre pendant la guerre de Cent Ans, Hachette, 1982.
- La noblesse au royaume de France, de Philippe le Bel à Louis XII, 1997.
- Histoire de la France politique. I, Le Moyen Âge, 481-1514, le roi, l'Église, les grands, le peuple, 2002.